# Azur Air Ukraine
Azur Air Ukraine (em ucraniano:  ЮТейр-Україна), (em russo:  ЮТэйр-Украина) é uma companhia aérea charter ucraniana com sede no Aeroporto Internacional Boryspil. Ela costumava ser uma subsidiária da companhia aérea russa UTair Aviation. Em outubro de 2015, foi anunciado que a operadora de turismo Anex Tours iria adquirir a UTair-Ukraine da UTair Aviation.

## História

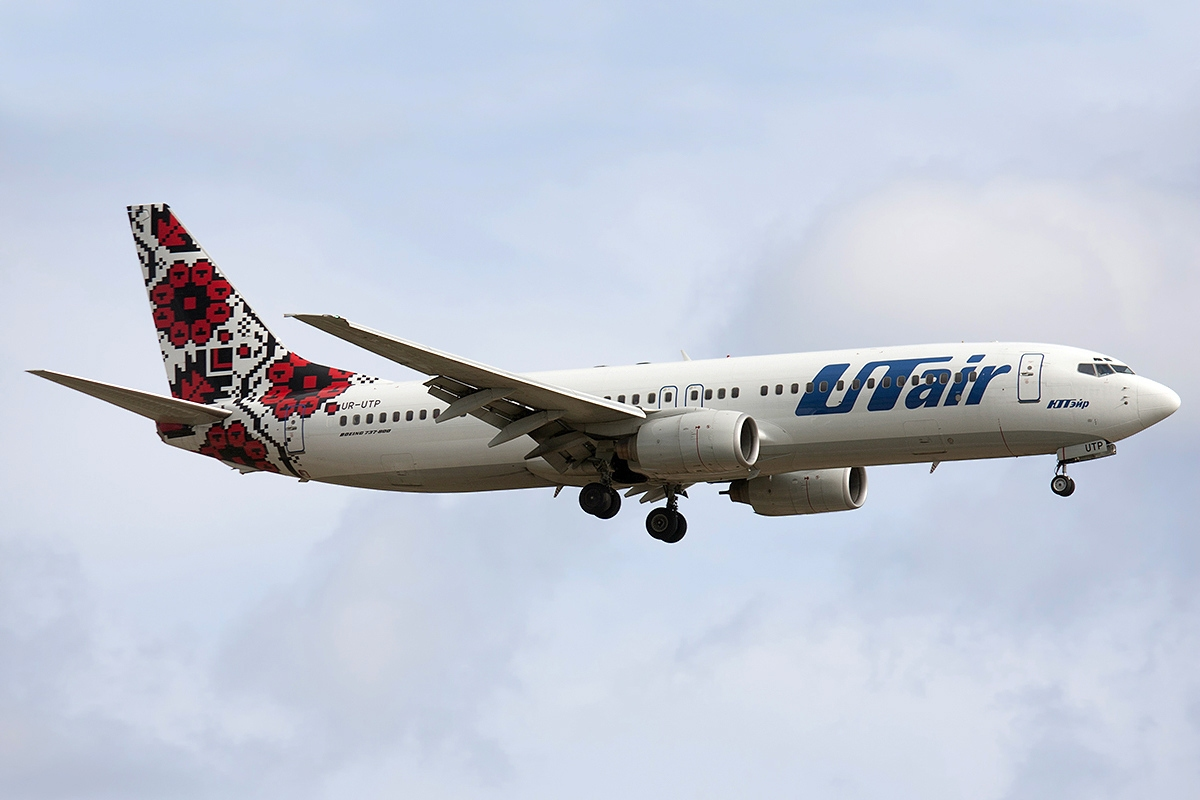
Boeing 737-800 da UTair-Ukraine

### UTair-Ukraine (2008–2015)
Fundada em 2008, a UTair-Ukraine foi criada como subsidiária ucraniana da matriz russa, UTair Aviation, para atender destinos domésticos e internacionais.

### Azur Air Ukraine (2015-presente)
Em outubro de 2015, foi anunciado que a operadora de turismo Anex Tours iria adquirir a UTair-Ukraine da UTair Aviation com o objetivo de rebatizá-la para Azur Air Ukraine como uma transportadora de lazer. A UTair Ucrânia já mudou seu foco de serviços domésticos para operações de lazer mais cedo e, portanto, eliminou vários aviões. A venda e rebranding foram confirmadas pouco depois. Algumas semanas depois, a Anex comprou também a russa Azur Air, da qual a "nova" ucraniana Azur Air é agora uma empresa irmã da Azur Air.

## Frota

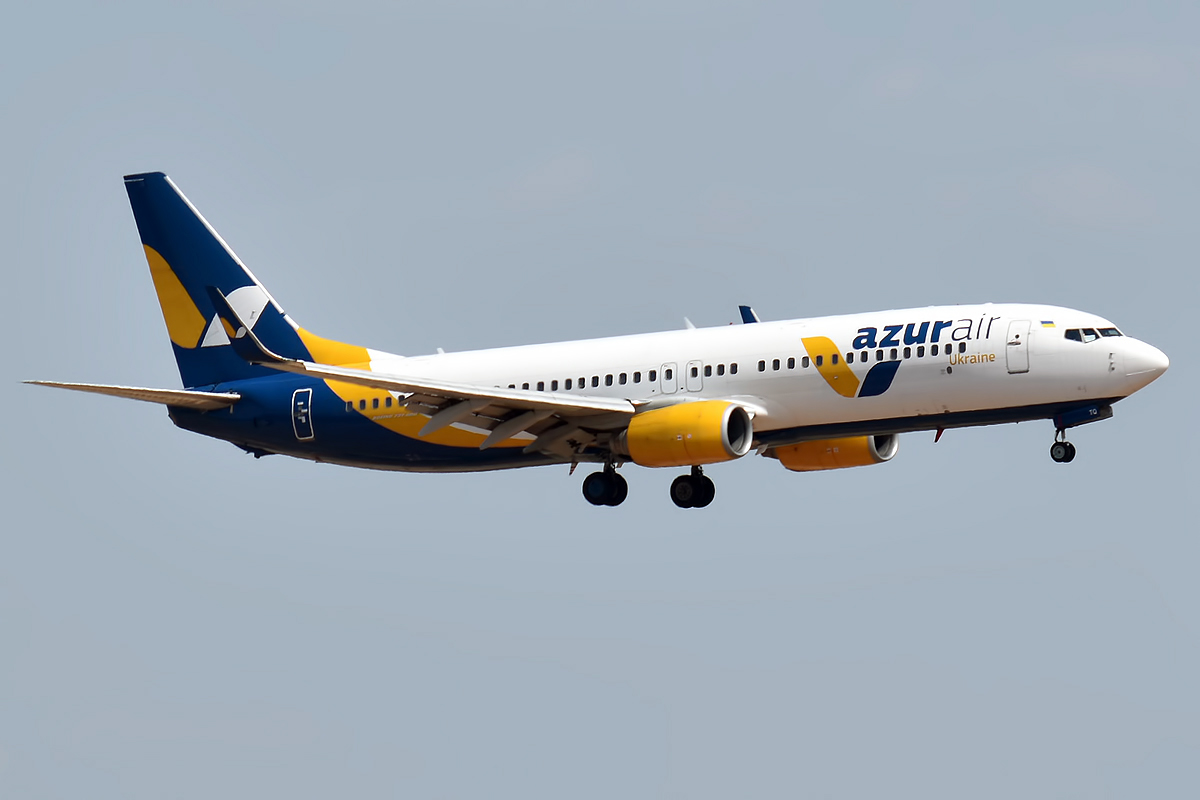
Boeing 737-800 com as cores atuais da Azur Air Ukraine.

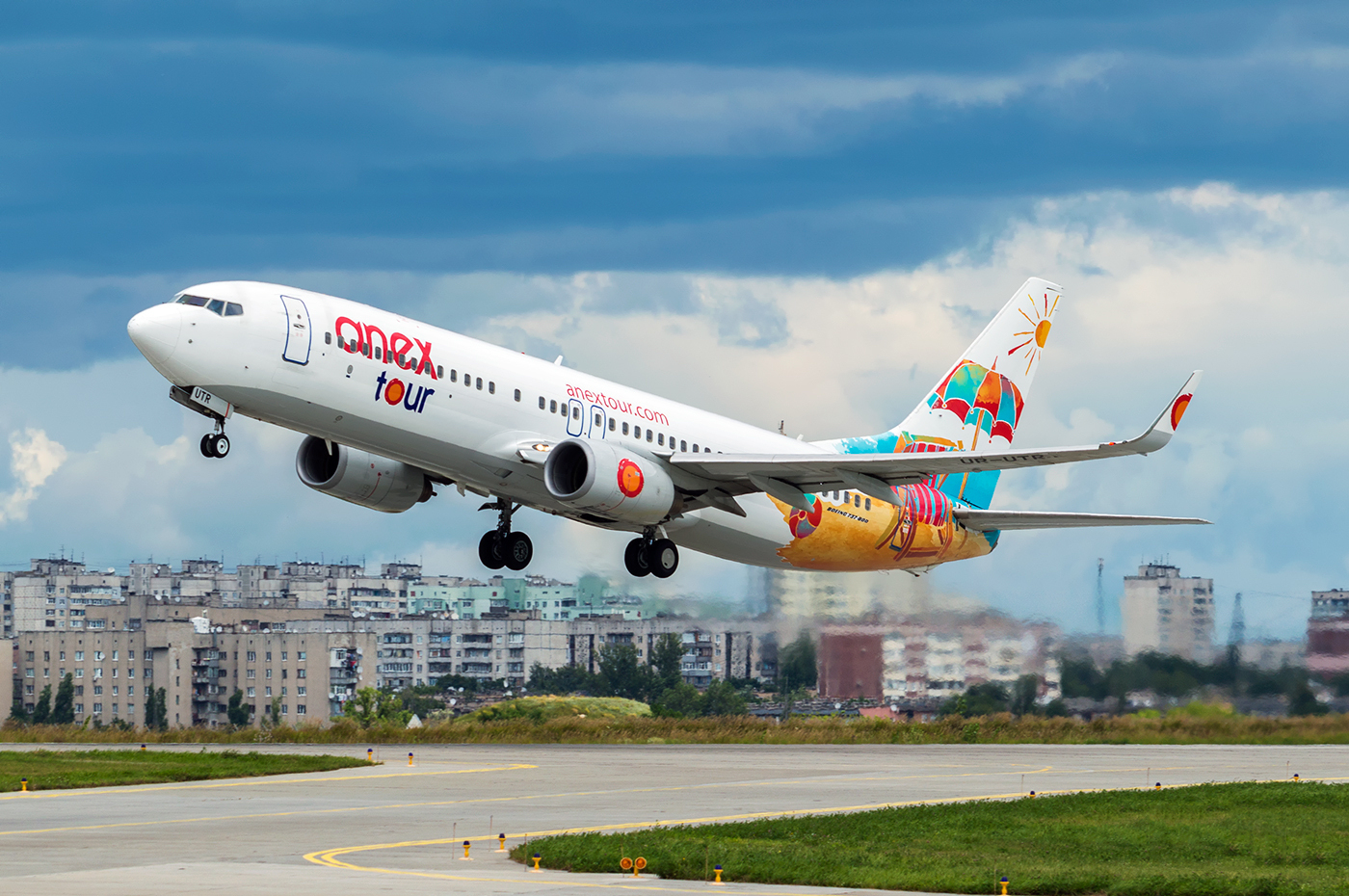
Boeing 737-800 da Azur Air Ukraine decolando do Aeroporto Internacional de Kharkiv.

A frota da Azur Air Ukraine consiste nas seguintes aeronaves (Agosto de 2021):
| Aeronaves        | Em Serviço | Ordens | Passageiros | Notas |
| ---------------- | ---------- | ------ | ----------- | ----- |
| Boeing 737-800   | 4          | –      | 189         |       |
| Boeing 757-200   | 2          | 1      | 238         |       |
| Boeing 767-300ER | 3          | –      | 336         |       |
| Boeing 737-900ER | 1          | 1      | 215         |       |
| Boeing 777-300ER | 0          | 1      | 531         |       |
| Total            | 10         | 3      |             |       |